# Gertrud Grauer
Gertrud Grauer (* 14. März 1912; † nach 1971) war eine deutsche Politikerin (SED) und DFD-Funktionärin. Sie war Kandidatin des ZK der SED und Vorsitzende des DFD-Bezirksverbandes Cottbus.

## Leben
Grauer besuchte die Volksschule und war anschließend als Arbeiterin tätig. 1927 trat sie den Roten Falken, 1928 der Sozialistischen Arbeiter-Jugend und 1931 der Sozialdemokratischen Partei Deutschlands (SPD) bei. 
1946 wurde sie Mitglied der Sozialistischen Einheitspartei Deutschlands (SED) und arbeitete im kommunalen Frauenausschuss in Hoyerswerda mit. 1947 trat sie dem Demokratischen Frauenbund Deutschlands (DFD) bei und wurde im März 1950 zur Ersten Vorsitzenden des Kreisverbandes Hoyerswerda des DFD gewählt. Ab 1953 war sie Erste Vorsitzende des Rates des Kreises Hoyerswerda, von 1958 bis 1960 Erste stellvertretende Vorsitzende des Rates des Bezirkes Cottbus. Von 1958 bis 1967 war sie Mitglied der SED-Bezirksleitung Cottbus. Sie war zudem Abgeordnete des Bezirkstags Cottbus. Von 1960 bis 1967 war Grauer Erste Vorsitzende des DFD-Bezirksverbandes Cottbus (Nachfolgerin von Alma Maey). Anschließend war sie als Mitarbeiterin beim Rat des Bezirkes Cottbus beschäftigt.
Grauer war ab April 1954 Kandidatin des ZK der SED (bis 1963) und ab Februar 1962 Mitglied der Frauenkommission beim Politbüro des ZK der SED.

## Auszeichnungen
- Verdienstmedaille der DDR (1959)
- Vaterländischer Verdienstorden in Bronze (1962) und in Silber (1972)
- Clara-Zetkin-Medaille (1962)